# مسجد الإمام الحسين (شتوتغارت)
مسجد الامام الحسين في مدينة شتوتغارت هو مسجد للمسلمين الشيعة من مختلف الجنسيات حيث تقام فيه صلاة الجمعة في كل اسبوع إضافة إلى المناسبات الإسلامية ومناسبات أهل بيت النبوة والعصمة والطهارة وعلى الخصوص برامج محرم الحرام وشهر رمضان المبارك وبثلاثة لغات وهي العربية والتركية والفارسية والمسجد موجود في منطقة اوبرتركهايم في مدينة شتوتغارت.